# Mixodectidae
De Mixodectidae (van het Griekse μιξο, mixo, 'gemengd', en δεκτες, dektes 'bijter') is een familie van uitgestorven zoogdieren uit de Euarchonta, die ook de primaten omvat. Het waren boombewonende omnivoren die tijdens het Paleoceen in Noord-Amerika leefden. 

## Voorkomen
De familie Mixodectidae omvat drie soorten, Dracontolestes aphantus, Mixodectes pungens en Remiculus deutschi. Alle soorten leefden in Noord-Amerika tijdens het Paleoceen. Fossielen zijn gevonden in de Amerikaanse staten New Mexico, Texas, Utah en Wyoming en de Canadese provincie Alberta. De meeste vondsten zijn delen van het gebit en de onderkaak, maar van Mixodectes is ook een goed bewaard skelet met gedeeltelijke schedel bekend. 

## Verwantschap
De Mixodectidae behoren met de primaten en huidvliegers tot de Euarchonta. De precieze positie van de groep binnen de Euarchonta is echter onduidelijk. 